# كبلر-69b
كيبلر 69 بي (بالإنجليزية: Kepler-69b)‏ الذي يرمز له بالرمز KOI-172.01، هو كوكب خارج المجموعة الشمسية، في كوكبة الدجاجة (كوكبة)، يتبع Kepler-69.

## الاكتشاف
اكتشف في 17 أبريل 2013.